# ماني ألفاريز
ماني ألفاريز (بالإنجليزية: Manny Alvarez)‏ هو طبيب توليد ‏ وطبيب أمريكي، ولد في 16 أبريل 1957 في كوبا.